# Arménien moyen
L'arménien moyen (en arménien : Միջին հայերէն Mijin hayeren ou Կիլիկյան հայերէն Kilikyan hayeren), également appelé arménien cilicien— bien que ce dernier terme peut aussi désigner des dialectes arméniens parlés dans cette région durant l'époque moderne — est la langue correspondant à la deuxième période de la littérature arménienne avec laquelle de nombreux livres ont été publiés entre le XIIe et le XVIIIe siècle. Il vient après le grabar (arménien classique) et avant l'arménien moderne qui présente deux formes : l'arménien oriental et l'achkharapar (arménien occidental) avec laquelle l'arménien moyen est plus proche.
Le grabar est principalement une langue flexionnelle et synthétique, tandis que l'arménien moyen introduit des formes agglutinantes et analytiques pendant la période d'influence de l'achkharapar. À cet égard, l'arménien moyen constitue une transition de l'arménien classique à l'arménien moderne ou achkharapar, bien que l'arménien moderne commence à se former dans des conditions de fortes différences dialectales avec le déclin de la littérature classique et des traditions manuscrites. De plus, l'arménien moyen est la première forme écrite de l'arménien montrant les qualités d'expression typique occidentale, il a aussi introduit les lettres օ (o) et ֆ (f) à l'alphabet arménien.